# Szentmiklósy Sámuel
Gáborjáni Szentmiklósy Sámuel (Pócsmegyer, 1807. szeptember 10. (keresztelés) – Kecskemét, 1886. január 24.)
református lelkész.

## Élete
Földművelő családban született, Szentmiklósi Sámuel és Sebestyén Lídia fiaként. Losoncon járta középiskoláit, a teologiát Sárospatakon végezte. 1835–1837 között Nagysallón volt rektorián, 1839-ben pedig segédlelkész. Miután a lelkészi pályán nem boldogult, gazdálkodni kezdett kis birtokán, de szintén csekély sikerrel, emiatt birtokát eladta és bérletbe fogott. Ebbe is belebukott.
Miután 1848–1849-ben mint honvéd harcolt, hosszabb ideig fogságot is szenvedett s az irodalom nem jövedelmezvén neki, családja fenntartása végett, egyfogatú szekeren savanyú vizet szállított Szántóról Esztergomba, vagy Komárom tájékáról szűz dohányt. Ismét egy ideig az irodalomból tartotta fenn magát a fővárosban, majd Kecskemétre költözött, ahol segédtanítóskodásból élt.

## Művei
- Kisfaludy Társaság évlapjaiban (III. 1842. 396–403. l. Az állatok restauratiója, harmadrangú pályázatmunka)
- Gazdasági kis tükör. Buda, 1843. (Szentmiklósy Sámuel, Tahi Emánuel és Karika Pál jutalmat nyert munkáikból szerk. Kecskeméti Csapó Dániel; kiadta a M. Gazdasági Egyesület).
- Nép számára szánt olvasmányok. Pest, 1870. (Corvina-Könyvtár 21.)
- Násznagyi és vőfélyi beszédek és versezetek. Vácz, 1871.
- Verskoszorú, az az: legújabb és legszebb válogatott dalok. I. füzet. Kecskemét, 1878.
- Szózat, a képviselő választókhoz. Kecskemét, 1881.

Hátrahagyott kéziratait felsorolja az Uj Magyar Athenás.